# 自己負罪拒否特権
自己負罪拒否特権（じこふざいきょひとっけん）とは、自己に不利益な供述を強要されないとする権利。刑事訴訟において主に用いられる。自己負罪拒否権、自己帰罪拒否特権ともいう。

## 趣旨
本来、司法手続では何人にも供述義務が課せられていることを前提とする立場から、自己に不利益な供述については供述義務が解除されるという意味で「特権」と呼ばれている。この特権は沿革的にはイギリスにおいて裁判所による宣誓供述の強制に対抗する形で成立した。アメリカではアメリカ合衆国憲法修正第5条、日本では日本国憲法第38条第1項で具体化されている。
自己負罪拒否特権の根拠には実体的価値と手続的保障の両面がある。
自己負罪拒否特権の実体的価値は人間的尊厳にあり供述にかかわる自己決定という本質に着目したものである。供述過程での自己決定の侵害は人格的自律などの実体的価値の侵害だけでなく、刑事裁判を誤らせるリスクを生じさせるおそれがある。
また、自己負罪拒否特権による手続的保障とは、刑事手続の機能に着目し、自己負罪拒否特権による自白の強要の防止を意味する。

## 類型

### 黙秘権

#### 意義
黙秘権と自己負罪拒否特権の関係について見解は分かれる。
- 自己に不利益となる事実の供述を強要されない権利が自己負罪拒否特権、それを拡張し自己に利益か不利益かを問わずすべての供述を拒否し黙秘する権利が黙秘権であるとする見解[5]
- 被疑者・被告人の自己負罪拒否特権が黙秘権であるとする見解[4]

例えば日本国憲法第38条第1項は「何人も、自己に不利益な供述を強要されない。」と規定しているのに対し、刑事訴訟法は被告人の黙秘権を「終始沈黙し、又は個々の質問に対し、供述を拒むことができる」権利（第311条第1項）、被疑者の黙秘権を「自己の意思に反して供述をする必要がない」権利としている。
通説では日本国憲法第38条第1項は何人も自己に不利益な供述を強要されないと規定し、刑事訴訟法は被疑者や被告人についてその趣旨を拡張したものとする。
これに対し、特定の事項は不利益に当たらないとして供述を強要できるとすると、捜査機関や裁判所が不利益に当たらないと称して追及すれば、結果的に不利益供述を強要するおそれを排除できないとし、刑事訴訟法だけでなく憲法上の被疑者・被告人の権利も無条件で包括的なものと解釈すべきという見解もある。

#### 自白法則との関係
黙秘権は17世紀後半のイギリスにおいて成立した。一方、拷問や脅迫などによって獲得された自白を証拠から排除するという自白法則は18世紀後半に成立した。
沿革上の性質からは、黙秘権は供述義務のない者を法律上供述義務のある立場に置くこと（供述の強要）を禁止する趣旨であり、裁判所が被告人に法律上の供述義務を課す場合にのみ問題になるとされた。一方の自白法則は拷問や脅迫などの事実上の強制（供述の物理的・心理的な強制）を排除するものであるから公判廷外の自白に適用されると考えられた。そのため、かつては被告人は裁判所との関係で法律上の供述を強制されない特権を有するのであり、捜査機関に対して供述義務を負わない被疑者にはこのような特権はなく捜査機関による供述の物理的・心理的な強制は自白法則で処理すべき問題と考えられたこともある。
しかし、供述強制による侵害の危険が大きいのはむしろ被疑者の場合であり、裁判所による供述強制だけでなく国家機関一般による供述の強制が禁止されているとみるべきと考えられるようになった。アメリカでも最初は裁判所に対する特権と考えられていたが、捜査機関に対する被疑者の黙秘権が強調されるように推移している。このように捜査機関による捜査段階での供述については黙秘権と自白法則の融合がみられる。

### 証言拒否権
証人の自己負罪拒否特権を証言拒否権という。証言拒否権は証言拒絶権とも呼ばれる。